# شاشامانه
شاشامانه هي مدينة في مقاطعة في منطقة أرسي الغربية، أوروميا، إثيوبيا. تقع المدينة على الطريق السريع العابر لأفريقيا 4 القاهرة - كيب تاون، على بعد حوالي 150 ميل (240 كـم) من عاصمة أديس أبابا. يبلغ خط العرض 7 درجات 12 درجة شمالا وخط طول 38 درجة 36 درجة شرقا.
أفاد التعداد الوطني لعام 2007 أن إجمالي عدد سكان هذه البلدة يبلغ 100,454 نسمة، منهم 50,654 من الرجال و 49,800 من النساء. تمارس مجموعة كبيرة من السكان المسيحية الإثيوبية الأرثوذكسية، حيث أفاد 43.44 ٪ من السكان أنهم لاحظوا هذا الاعتقاد، في حين قال 31.15 ٪ من السكان أنهم مسلمون، و 23.53 ٪ من السكان بروتستانت، و 1.3 ٪ كانوا من الكاثوليك.
أفاد التعداد الوطني لعام 1994 أن عدد سكان البلدة يبلغ 52,080 نسمة، 25,426 منهم من الذكور و 26,654 من الإناث.

## أرض الميعاد

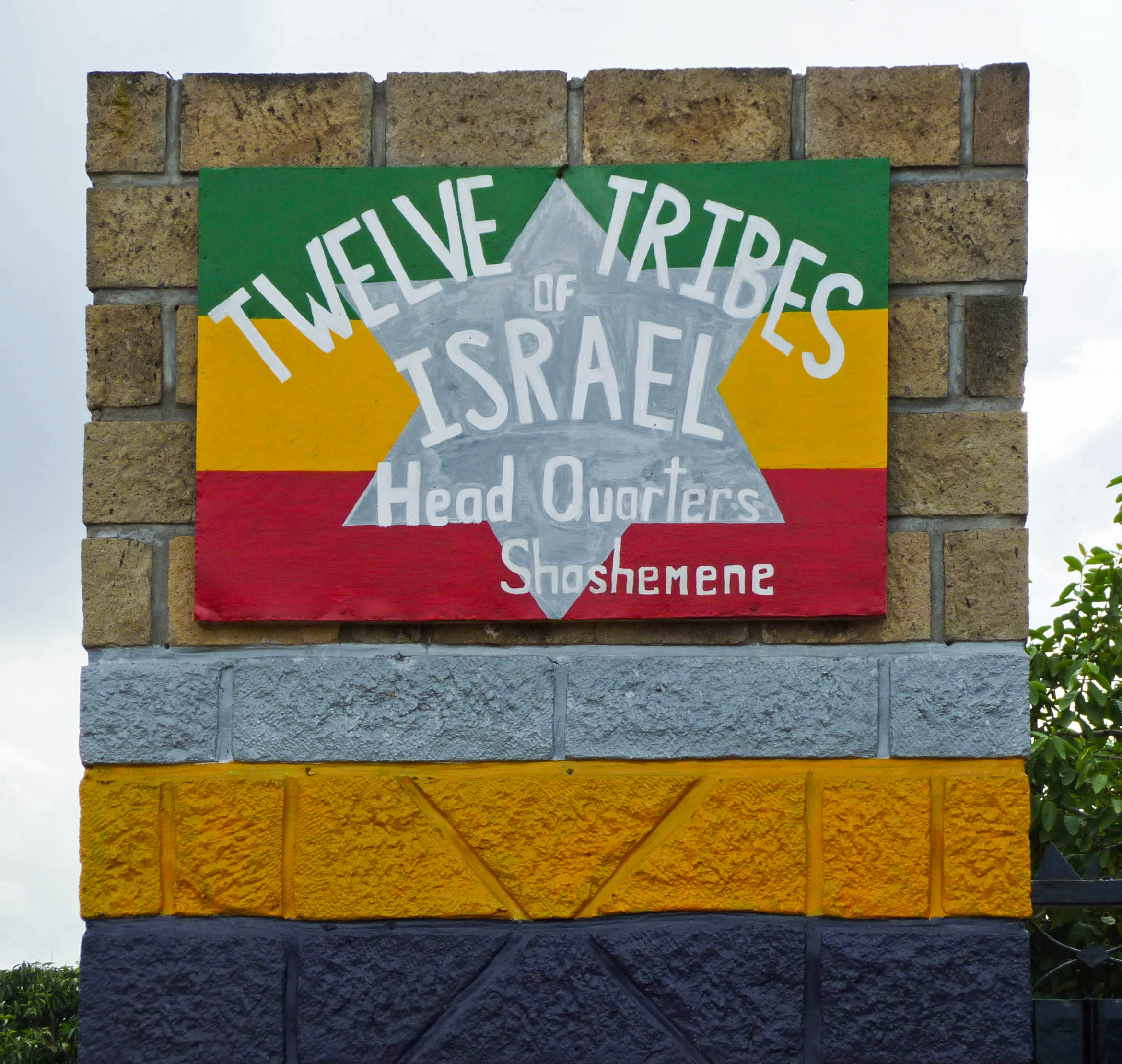
مقر اثني عشر قبيلة إسرائيل في شاشمان

في الخمسينيات من القرن الماضي ، تبرع الإمبراطور هيل سيلاسي بحوالي 500 أكر (2.0 كـم2) من التربة الأفريقية   للأميركيين الأفارقة الذين كانوا ضحايا للعنصرية والظلم بعد نفيهم وإجبارهم على العبودية في الولايات المتحدة الأمريكية. هيل سيلاسي شكلت أول نواة في هارلم، نيويورك وأعدت سلسلة من الأحداث للتواصل مع الأمريكيين من أصل أفريقي للثقافة الإثيوبية قبل نشر الأخبار عن منح الأراضي. بينما كانت إحدى الأعضاء في الاتحاد العالمي الإثيوبي تزور جامايكا، كانت متحمسة للغاية ولم تستطع الاحتفاظ بالأخبار لنفسها. شاركت المعلومات حول منحة الأرض مع مواطني جامايكا. كانت منح الأراضي مخصصة على وجه التحديد لأحفاد العبيد الأمريكيين من أصل أفريقي في الولايات المتحدة مقابل الخدمة التي لعبتها أمريكا في القدوم إلى إنقاذ العائلات الملكية في وقت الحاجة.
بمجرد أن اكتشف الجميع إمكانية العودة إلى الوطن، لم يحاول جامايكا فقط بذل قصارى جهدهم للوصول إلى هناك، بدأت أقسام تظهر في جميع أنحاء العالم للاستفادة من منح الأراضي التي تركها جلالته للأمريكيين من أصل أفريقي. تم تقديم الرسالة الرسمية التي تؤكد «منحة الأرض» لعام 1948 إلى أعضاء ومديري الاتحاد العالمي الإثيوبي في مدينة نيويورك، 1955. كان أول أفراد عائلة غرب الهند وأعضاء الاتحاد هم السيد جيمس بايبر وزوجته هيلين الذين وصلوا في نفس العام مع أول مديري منحة الأرض، وعادوا إلى إجراء تسوية دائمة في عام 1955 نيابة عن الاتحاد. هيل سلاساي لقد زرت جامايكا ذات مرة في محاولة لجعل السكان الأصليين يركزون على رفع مستوى مجتمعاتهم قبل زيارة إثيوبيا. في الوقت الذي غادر فيه المجتمع بأكمله كان مفتونًا بفكر أن جلالة الإمبراطور كان يسوع المسيح في الجسد.
لم يعد أبداً. ومع ذلك فقد بذل قصارى جهده لتشجيعهم على رعاية الأرض التي تم منحهم بالفعل في بلادهم. ترك جلالته تعليمات محددة مع الولايات المتحدة وأفريقيا تتعلق بمنحة الأرض. أصيب الأمريكيون من أصل أفريقي بصدمة شديدة عندما قاتلوا من أجل الحقوق المدنية في أمريكا. لقد واجهوا صعوبة كبيرة في محاولة تحقيق الاستقرار في أسرهم، وجنسيتهم، وحقوقهم المتساوية أثناء اكتشاف جنسيتهم بينما كانت أمريكا تعيد إصلاح نفسها من أجل إلغاء الفصل العنصري. وقد وعدوا بأن الأرض ستكون هناك عندما سئموا من القتال من أجل الحقوق المدنية والمساواة في الولايات المتحدة. شاشمان هي أرض الميعاد. في هذه الأثناء كان مجتمع الراستافاريين في جامايكا ينمو وكان الكثيرون يبحثون عن مخرج.
قدم المستوطنون الجامايكيون التماسا للإمبراطور هيلا سيلاسي الأول للحصول على الجنسية الإثيوبية ومزايا أخرى عدة مرات. كان جلالة الإمبراطور حاكمًا طيبًا، وخصص مساحة صغيرة لبضع مستوطنين لإراحة رؤوسهم. بمجرد أن بدأ المستوطنون الجامايكيون في إنجاب الأطفال ودعوة المزيد من الناس إلى تراب الأمريكيين الأفارقة بدأوا يطلبون المزيد. لقد كبروا في معتقداتهم بأن الملك كان مسيحهم بعد فترة. بعد بضعة أسابيع، ذكرت صحيفة جامايكا ديلي غلينر أن أعضا في جامايكا غادروا إلى إثيوبيا في 5 سبتمبر لتطوير المستوطنة بدون أموال أو دعم من بلدهم الأصلي. الكثير من المستوطنين هناك من غير الأمريكيين من أصل أفريقي ليس لديهم حتى جوازات سفر أو بطاقات هوية، لكنهم ما زالوا يطلبون الجنسية. لا يمكن منحهم الجنسية في أرض تخص الأمريكيين من أصل أفريقي في الولايات المتحدة، خاصة عندما لم تكن منح الأراضي مخصصة لهم فيما يتعلق برغبات الإمبراطور هيل سيلاسي الأول ملك الملوك رب اللوردات الذين غزا أسد قبيلة يهوذا.
، قام سيلاسي مرة أخرى بزيارة في 1 أكتوبر 1970، وطلب التحدث إلى مدير منح الأراضي آنذاك، جيمس بايبر، الذي لم يكن راستافاري. رفض بايبر الظهور، مدعيا أنه السبت. أدى هذا إلى تغيير في الإدارة في التسوية. ويذكر أنه بسبب هذه الحوادث وغيرها، استبدل السيد روبنسون بايبرز كمسؤولين عن الأرض قبل ثورة الدرج.
ومع ذلك، بسبب المشاعر «المناهضة للتنظيم» للعديد من الراستا في ذلك اليوم، تعرضت السلطة الرسمية للاتحاد للخطر. وأنشأ الكثير منظمات وكيانات ومجموعات أخرى في محاولات للتعامل بطرق ووسائل إعادة التوطين الخاصة بهم. على سبيل المثال، كان أحد مستوطني الراستا، كليفتون باوغ، الممثل الرئيسي لمجتمع الراستا في مناقشات القصر حول منحة الأرض مع الوزير أتو تيسفي، كما قدم باو باستمرار ثمار منتجاتهم الأولى إلى القصر في أديس. حتى عام 1974 عندما توقفت ثورة الدرج.
عندما خلعت هيلا سيلاسي الأول عام 1974، صادرت الحكومة الجديدة منجستو هايلي مريم ما عدا أحد عشر هكتارًا.
في يناير 2005 وردت تقارير في وسائل الإعلام تفيد بأن رفات بوب مارلي سيتم استخراجها وإعادة دفنها في شاشمانه. وصفت زوجته ريتا مارلي إثيوبيا بأنها موطنه الروحي، مما أثار الجدل في جامايكا، حيث لا تزال رفاته. في الشهر التالي، تجمع الآلاف من المعجبين في شاشمانه لشهر من الاحتفالات بمناسبة عيد ميلاد مارلي الستين. لم تقم ريتا مارلي بأداء في شاشمانه،
تم إصدار فيلم «شاشمان»، فيلم وثائقي لعام 2017 عن شاشمان وعلاقته بالعودة إلى الوطن، في عام 2016. 